# 天仙子属
天仙子属（学名：Hyoscyamus）是茄科下的一个属，为一年生或多年生草本植物。该属共有约20种，分布于北非、欧洲和亚洲。

## 物种
本属包括以下物种：
- 天仙子 Hyoscyamus niger
- 中亚天仙子 Hyoscyamus pusillus